# Nisramont
Nisramont is een dorpje in de Ardennen in de Belgische provincie Luxemburg. Het ligt in Ortho, een deelgemeente van de stad La Roche-en-Ardenne. Nisramont ligt ten noordoosten van het centrum van Ortho, tussen Ortho en de Ourthe.
Het plaatsje is vooral bekend van het Meer van Nisramont. Dit stuwmeer heeft een oppervlakte van 47 hectare. De stuwdam heeft een lengte van 116 m en is 16 m hoog.
Nisramont wordt omgeven door de plaatsjes Ortho, Warempage, Engreux, Filly, Nadrin, Bérismenil, Maboge en Hubermont.

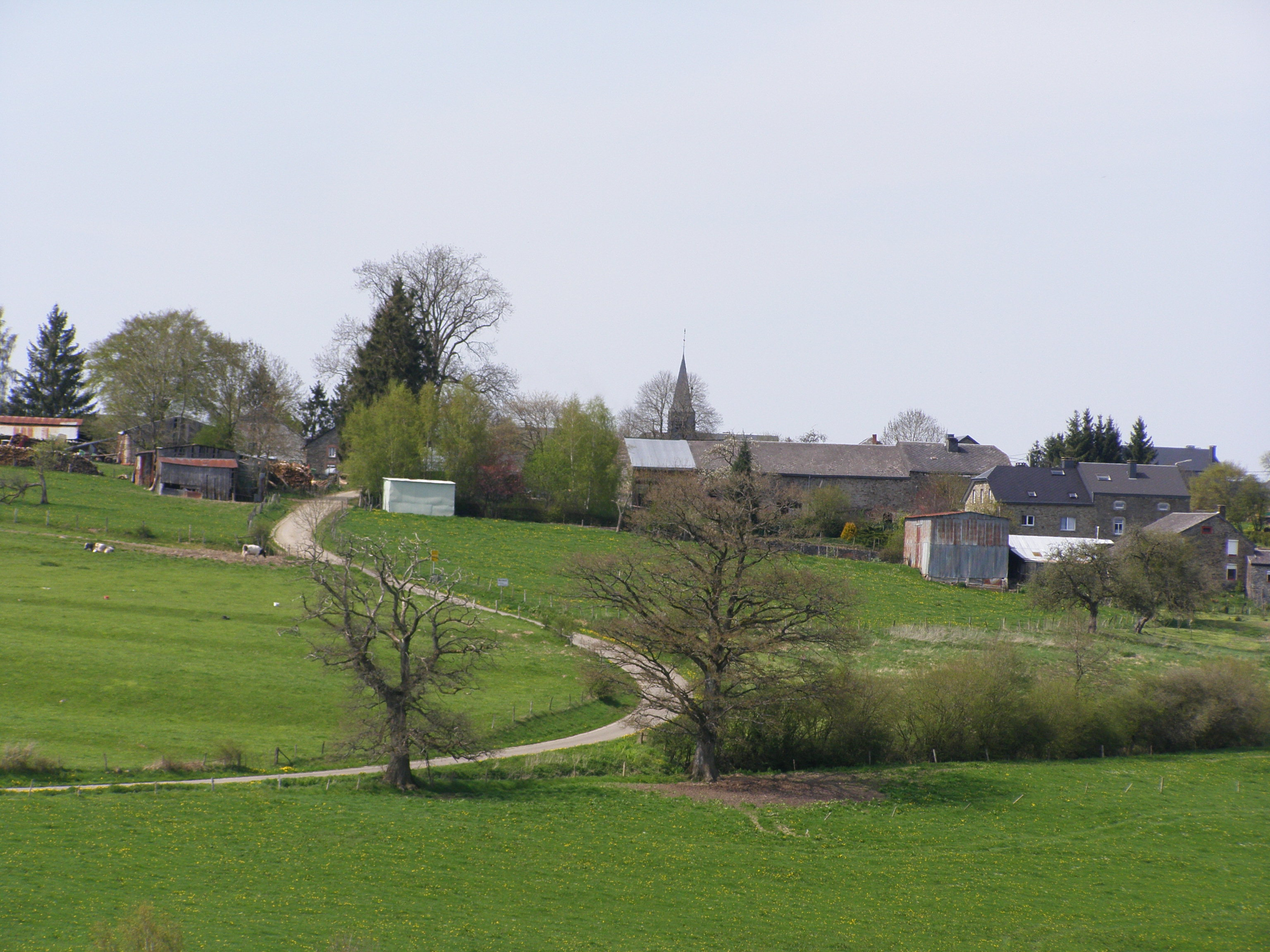
Zicht op Nisramont vanuit het zuiden
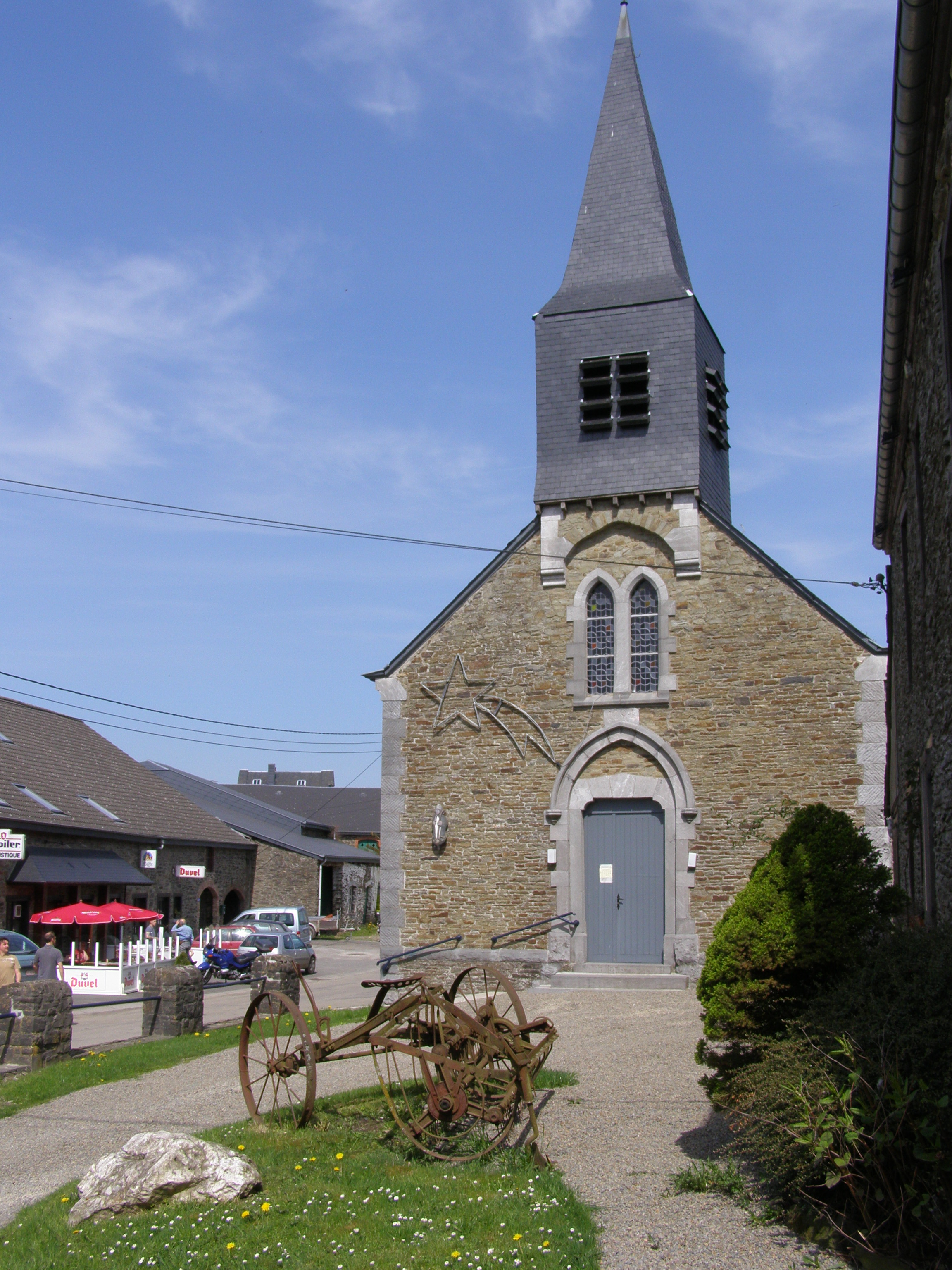
Het kerkje van Nisramont

Deelgemeenten: Beausaint · Halleux · Hives · La Roche-en-Ardenne · Ortho · Samrée

Overige dorpen en gehucht: Bérismenil · Buisson · Cielle · Floumont · Herlinval · Hubermont · Lavaux · Maboge · Mierchamps · Mousny · Nisramont · Ronchampays · Ronchamps · Roupage · Thimont · Vecmont · Warempage

Belgische gemeenten · Arrondissement Marche-en-Famenne · Luxemburg · Wallonië